# Década de 560
Séculos: (Século V - Século VI - Século VII)
Décadas: 510 520 530 540 550 - 560 - 570 580 590 600 610
Anos: 560 - 561 - 562 - 563 - 564 - 565 - 566 - 567 - 568 - 569